# St. Vinzenz
St. Vinzenz je naselje v Občini Labot v Okraju Volšperk na Koroškem v Avstriji.